# Saint-Jean-de-Dieu
Saint-Jean-de-Dieu es un municipio canadiense situado en la provincia de Quebec.

## Superficie
Saint-Jean-de-Dieu tiene una superficie de 152,04 km².

## Demografía
En 2021, tenía 1651 habitantes, una densidad poblacional de 10,9 hab./km², y 742 viviendas.